# Suikoden III
Suikoden III (幻想水滸伝III Gensō Suikoden Surī?) (listen)ⓘ es un videojuego de rol desarrollado y publicado por Konami para la Consola PlayStation 2 y es el tercer juego de la saga Suikoden. Fue lanzado en 2002 en Japón y América del Norte, con la adaptación de manga publicada en 2004.